# 한국여성과학기술단체총연합회
한국여성과학기술단체총연합회는 2003년 10월 1일 창립, '여성과학기술단체를 유기적으로 연합하여 여성과학기술인의 발전을 도모하며, 양성평등적인 개념에 입각한 여성과학기술인의 자질 함양과 고용 평등을 통하여 국가 과학기술 역량을 높이는 데 기여'할 목적으로 2004년 3월 19일 설립허가된 과학기술정보통신부 소관의 사단법인이다. 사무실은 서울특별시 강남구 테헤란로 7길 22 (역삼동 635-4)  과학기술회관 신관 405호에 있다.